# محمد توفيق (كاتب)
محمد توفيق كاتب وروائي ومهندس ودبلوماسي مصري وُلد بمحافظة القاهرة عام 1956، وحصل على بكالوريوس الهندسة من جامعة القاهرة، ثم حصل ثم حصل على درجة الماجستير في القانون الدولي من جامعة باريس، ثم حصل على دبلوم العلاقات الدولية من معهد الإدارة الفرنسي، وعمِل سفيراً لمصر لدى الولايات المتحدة الأمريكية.

## مسيرته المهنية
تخرج محمد توفيق في كلية الهندسة بجامعة القاهرة، ثم حصل على درجة الماجستير في القانون الدولي من جامعة باريس، ثم حصل على دبلوم العلاقات الدولية من معهد الإدارة الفرنسي، وعمل في بداية حياته بمجال الهندسة لمدة خمسة سنوات، ثم التحق بالعمل في السلك الدبلوماسي، وشغل العديد من المناصب الدبلوماسية كان آخرها منصب سفير مصر لدى الولايات المتحدة الأمريكية في واشنطن حتى سبتمبر من عام 2015 قبل أن يُحال إلى التقاعد.
اهتم الكاتب محمد توفيق بالأدب في سن مبكرة، ونُشرت أولى أعماله القصصية بمجلة القصة بعد أن فازت بجائزة نادي القصة، واستغرق بعد ذلك نحو سبعة سنوات لينشر أولى كتبه في عام 1995 وهي مجموعته القصصية المعنونة باسم «الفراشات البيضاء»، والصادرة عن الهيئة المصرية العامة للكتاب، ثم توالت مرلفاته.
ترجم الكاتب محمد توفيق عدداً من أعماله الأدبية إلى اللغة الإنجليزية بنفسه مثل رواية «فتاة الحلوى»، ونُشر بعضها بعدد من الصحف والمجلات والمواقع الإلكترونية المحلية والدولية.
قدم الكاتب محمد توفيق ثلاثية روائية تتكون من رواية «ليلة في حياة عبد التواب توتو» الصادرة في عام 1996 عن دار الفكر العربي، ورواية «طفل شقي اسمه عنتر» الصادرة في عام 2003 عن دار ميريت للنشر والتوزيع بالقاهرة، ورواية «فتاة الحلوي» الصادرة في عام 2010 عن الدار المصرية اللبنانية للنشر والتوزيع ببيروت، وتتناول الثلاثية الروائية التحولات التي طرأت على المجتمع المصري على مدار عقود القرن العشرين والعقد الأول من القرن الحادي والعشرين. تتناول أولى روايات الثلاثية التحول الذي عاشه جيل من الشباب المصري ممن عايشوا الحلم الناصري في ستينيات القرن العشرين مع انحسار العهد الاشتراكي واستبداله بالانفتاح الاقتصادي الذي تبناه الرئيس الراحل محمد أنور السادات بدءا من سبعينيات القرن العشرين وحتى اغتياله في حادث المنصة عام 1981، وترصد الرواية تلك التحولات من خلال حياة عبد التواب عبد القوي مبروك حفيد مصطفى عدلي أحد الباشوات في العهد الملكي الذي يترك أسرته الإقطاعية بحثاً عن حريته ليتزوج أمينة أبو الغيط ابنة خولي العزبة، وتتطرق الرواية إلى الممارسات القمعية التي مارسها الرئيس السادات واعتقاله للطلاب الغاضبين من سياسياته التي زادت من أعداد الفقراء والجوعى، ثم إلى ظهور التيارات المتطرفة.
ويستدعي الكاتب محمد توفيق في آخر روايات الثلاثية إحدى شخصيات روايته الأولى لتكون بطلة أحداث روايته «فتاة الحلوى»، وهي شخصية «مخيخ» طالب كلية الهندسة العبقري وصديق عبد التواب توتو الذي يسافر إلى العراق حيث يعمل على تطوير المفاعل النووي العراق، ويتحول بين يوم وليلة إلى شخص مطارد تبحث عنه أجهزة المخابرات الأمريكية والإسرائيلية وتسعى لاغتياله فيعود إلى مصر للاختباء بها.
يدير الكاتب محمد توفيق ورشا للكتابة الإبداعية بدءاً من عام 1998، وهو عضو باتحاد كتاب مصر، وعضو بمجموعة كتاب جنيف، وعضو بمركز كتاب العاصمة الأسترالية، وعضو بنادي القلم الدولي. كما يشغل منصب المستشار الأدبي لمنتدى الكتاب العربي، وقد سبق له عضوية اللجنة المنظمة للمؤتمر العالمي للكتاب بجنيف، وهيئة تحرير دورية «أوفشوتس» الأدبية العالمية.

## مؤلفاته
ألف محمد توفيق العديد من المؤلفات التي تنوعت ما بين الرواية،، والمجموعات القصصية، ومنها:
- الفراشات البيضاء (مجموعة قصصية): صدرت عام 1995 عن الهيئة المصرية العامة للكتاب بالقاهرة.
- ليلة في حياة عبد التواب توتو (رواية): صدرت عام 1996 عن دار الفكر العربي للنشر والتوزيع بالقاهرة، ثم أعادت دار الثقافة الجديدة للنشر والتوزيع بالقاهرة طبعها في عام 2018.[6]
- عجميست (مجموعة قصصية): صدرت عام 1997 عن دار الفكر العربي للنشر والتوزيع بالقاهرة.
- حتي مطلع الفجر (رواية قصيرة): صدرت عام 1997 عن دار الفكر العربي للنشر والتوزيع بالقاهرة.
- طفل شقي اسمه عنتر (رواية): صدرت عام 2003 عن دار ميريت للنشر والتوزيع بالقاهرة.
- فتاة الحلوي (رواية): صدرت عام 2010 عن الدار المصرية اللبنانية للنشر والتوزيع ببيروت.[7][8]
- همس العقرب (رواية): صدرت عام 2021 عن دار العين للنشر والتوزيع بالقاهرة.[9][10]

كما صدر له عدة أعمال باللغة الإنجليزية، ومن أهمها:
- يوم سقط القمر (مجموعة قصصية): صدرت عام 1996 عن دار الفكر العربي بالقاهرة.
- جريمة في برج السعادة (رواية): صدرت عام 2008 عن دار نشر الجامعة الأمريكية بالقاهرة.
- فتاة الحلوى (رواية): صدرت عام 2012 عن دار نشر الجامعة الأمريكية بالقاهرة، واختارتها الجامعة الأمريكية بالقاهرة خلال العام الدراسي 2014-2015 للتدريس كرواية مقررة على كافة طلبة السنة الأولى بجميع التخصصات.

## التكريمات والجوائز
حظي محمد توفيق بتكريم العديد من الجهات المحلية والعربية، وحصل على عدد من الجوائز الأدبية، والتي من أهمها:
- جائزة نادي القصة.